# Pleurodema tucumanum
Pleurodema tucumanum es una especie  de anfibio anuro de la familia Leiuperidae. Se encuentra en las provincias de la zona centro de Argentina.